# Kalifornienzwergkauz
Der Kalifornienzwergkauz (Glaucidium californicum) auch Rocky-Mountains-Sperlingskauz ist eine kleine Eulenart der Sperlingskäuze. Er kommt ausschließlich in Nordamerika vor.

## Erscheinungsbild
Der Kalifornienzwergkauz erreicht eine Körpergröße von 17 bis 19 Zentimetern. Der Kopf ist rundlich, mit einer dichten weißen Fleckung. Der Schwanz ist verhältnismäßig lang, Federohren fehlen. Er hat ein sehr auffälliges Occipitalgesicht. Er ähnelt sehr dem eurasischen Sperlingskauz, allerdings hat er borstig gefiederte Zehen. 
Verwechslungsmöglichkeiten bestehen unter anderem mit dem Gnomenzwergkauz. Dieser ist allerdings kleiner und hat einen kürzeren Schwanz.

## Verbreitungsgebiet und Lebensraum
Das Verbreitungsgebiet des Kalifornienzwergkauzes ist der Westen Nordamerikas. Es erstreckt sich von British Columbia und dem äußersten Süden Alaskas über die Rocky Mountains bis nach Kalifornien und Arizona. Inwieweit er auch Bergregionen im äußersten Norden Mexikos besiedelt, ist bislang nicht geklärt. Die Art ist ein Standvogel. Im Winterhalbjahr ziehen die nördlichsten Populationen lediglich in niedrigere Höhenlagen. Jungvögel zeigen allerdings eine etwas größere Dispersionsbewegung.

## Lebensweise
Der Kalifornienzwergkauz ist partiell tagaktiv. Er fällt gelegentlich auf, weil andere Kleinvögel auf ihn hassen. Das Nahrungsspektrum gleicht dem des eurasischen Sperlingskauzes, hat aber einen etwas höheren Anteil an Insekten, Fröschen und Reptilien. Er schlägt Säuger bis zur Größe eines Streifenhörnchens und Vögel bis zur Größe einer Schopfwachtel, obwohl beide Arten etwa doppelt so groß sind wie der Kauz. Obwohl die Art mehrfach in Gefangenschaft nachgezüchtet wurde, ist die Fortpflanzungsbiologie nicht besonders gut untersucht. Er brütet in Baumhöhlen. Das Gelege umfasst drei bis sieben Eier. Es brütet allein das Weibchen, das vom Männchen mit Beute versorgt wird.

## Belege

### Einzelbelege
1. ↑   König et al., S. 395
2. ↑   König et al., S. 396